# Vogelberg
Ne doit pas être confondu avec Vogelsberg.
Le Vogelberg, ou Vogelbärg, est une montagne des Alpes lépontines située à la frontière entre les cantons suisses du Tessin et des Grisons.

## Géographie
Avec 3 217 mètres d'altitude c'est le plus haut sommet des Alpes lépontines au sud du Rheinwaldhorn.
Le Vogelberg abrite sur son versant septentrional, dans la commune de Rheinwald, le glacier Paradis à la source du Rhin postérieur. Il est encadré par le Pizzo Cramorino (3 134 mètres) à l'ouest et le Rheinquellhorn (3 200 mètres) à l'est. Le versant sud qui surplombe la vallée de Malvaglia (Tessin), dans la commune de Serravalle, est plus raide et n'a pas de glacier.